# Nikolaj Gamaleja
Nikolaj Gamaleja, född 1859 Odessa, Kejsardömet Ryssland, (numera i Ukraina), död 1949, var en rysk mikrobiolog. 
Gamaleja har bedrivit forskning om förebyggande av sjukdomar. Han var pionjär inom bakteriologin i Kejsardömet Ryssland och Sovjetunionen. 
Han föddes i Odessa i Kejsardömet Ryssland. Han var en ukrainsk ursprung. Under en tid arbetade han i Pasteurinstitutet i Paris. Efter återkomsten till Ryssland, använde han sina kunskaper. Han grundade (tillsammans med Ilja Metjnikov) en bakteriologisk station i Kejsardömet Ryssland.
Gamaleja-institutet för epidemiologi och mikrobiologi, som grundades 1891, är uppkallat efter Gamaleja emedan han var chef för institutet 1930–1938.